# Валяевы
Валяевы — русский дворянский род, одна ветвь которого, происходящая от Павла, Владимира и Петра Федотовичей Валяевых, бывших подьячих Пензенской приказной избы, в конце XVII века, была записана в VI часть родословной книги Московской губернии, а другая, ведущая начало от Григория Васильевича Валяева (конца XVII века) — в VI часть родословной книги Пензенской губернии.
Герольдия Правительствующего Сената отказала обеим линиям Валяевых в древнем дворянстве, за недостаточностью представленных доказательств.